# Camponotus dromedarius
Camponotus dromedarius é uma espécie de inseto do gênero Camponotus, pertencente à família Formicidae.